# 마르스베르크

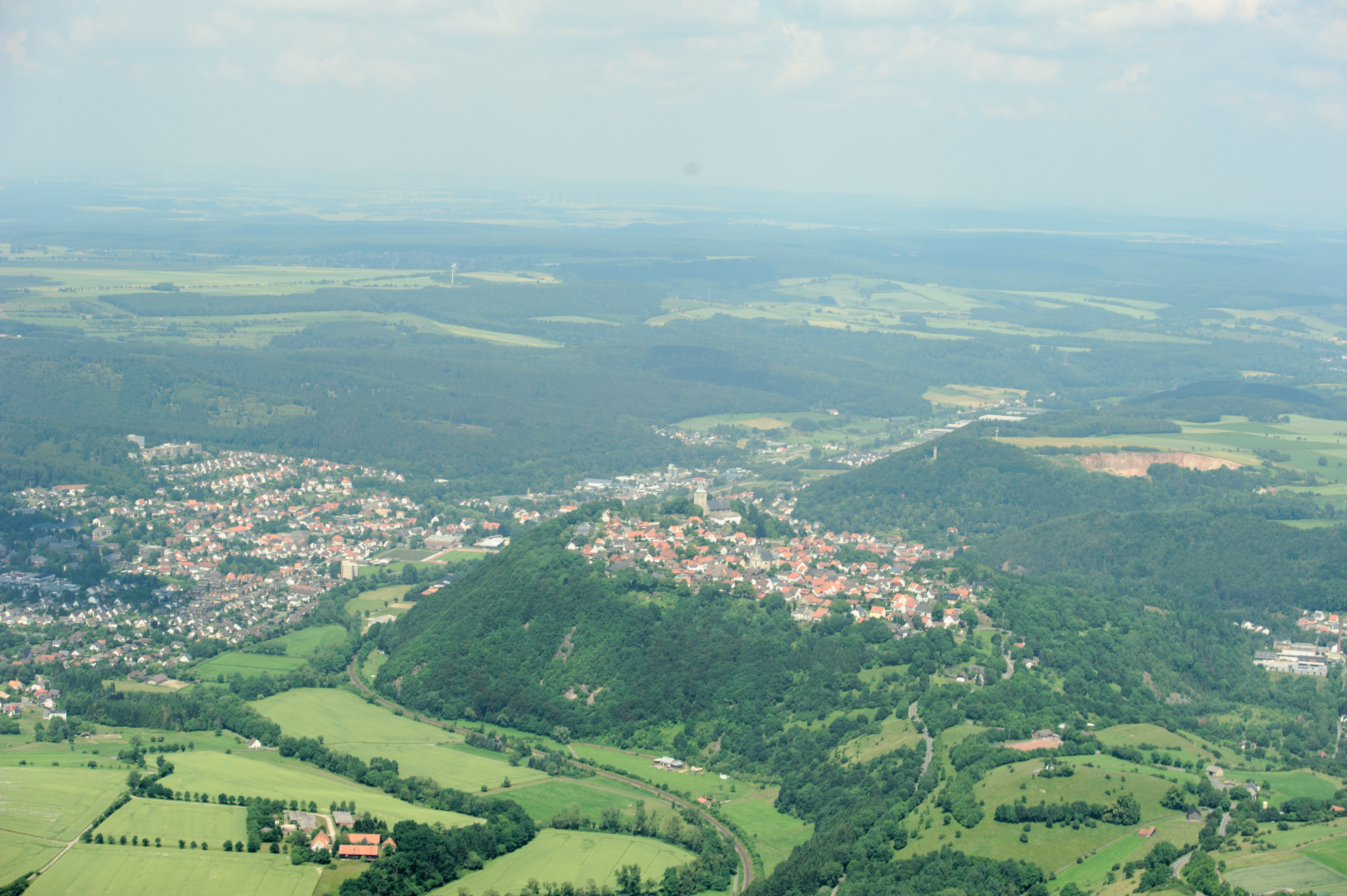
하늘에서 내려다 본 마르스베르크 시가지

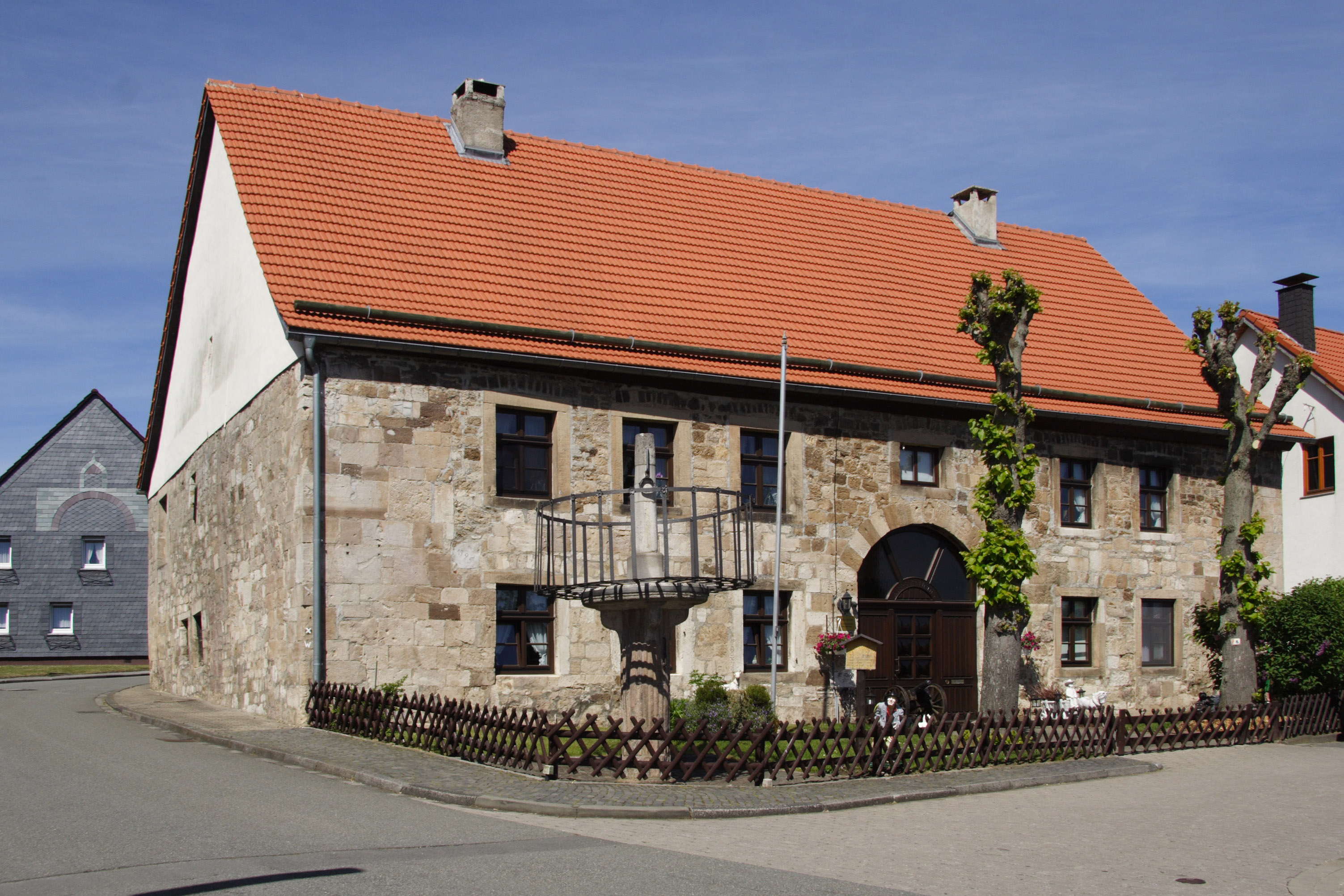
마르스베르크 구 시청

마르스베르크(독일어: Marsberg)는 독일 노르트라인베스트팔렌주에 위치한 도시로 면적은 182.01km2, 높이는 200 ~ 600m, 인구는 19,968명(2015년 12월 31일 기준), 인구 밀도는 110명/km2이다.
13세기부터 동전을 주조하면서 크게 발전했다. 1807년까지는 자유시 지위를 부여받았으며 1813년까지 베스트팔렌 왕국의 지배를 받았다. 1815년에 프로이센에 편입되었다.

시 문장